# Nudelman-Suranow NS-23
Die Nudelman-Suranow NS-23 (russisch Нудельман-Суранов НС-23) war eine sowjetische Maschinenkanone, die von Alexander E. Nudelman und Alexander S. Suranow mit weiteren Konstrukteuren für die Luftstreitkräfte entwickelt wurde.

## Geschichte
Die NS-23 löste die Maschinenkanone Wolkow-Jarzew WJa-23 als Bordwaffe in sowjetischen Flugzeugen im Zweiten Weltkrieg ab und war ab 1944 einsatzbereit. Die Munition der Waffe ist eine Weiterentwicklung der 14,5×114-mm-Panzerabwehr-Patrone. Die Variante NS-23S war  synchronisiert (S), damit durch den Propeller der Flugzeuge geschossen werden konnte. Folgende Flugzeuge wurden mit dieser Maschinenkanone ausgerüstet: Antonow An-2, Iljuschin Il-10, Il-22, Lawotschkin La-9, La-15, Mikojan-Gurewitsch MiG-9, Jakowlew Jak-9UT, Jak-15, Jak-17, und Jak-23. Weiterhin hatten einige frühe Modelle der MiG-15 ebenfalls die NS-23 als Bordwaffe. Um 1949 wurde die NS-23 durch das Nachfolgemodell NR-23 ersetzt.

## Versionen
- NS-23: Basisversion.
- NS-23S: Propeller-Synchronisierte Version